# Nicolle García
Nicolle García (Medellín, 2004) és una actriu colombiana.

## Biografia
El seu primer paper protagonista va ser a Libertad, l'òpera prima de Clara Roquet, en què va interpretar Libertad, la filla de l'assistenta d'una família rica que passa les vacances a la Costa Brava, i per la qual va ser nominada al Premi Goya a la millor actriu revelació.
Va ser descoberta per la directora Catalina Arroyave quan patinava pel barri de Moràvia de la seva ciutat natal.
Ha estat nominada també a la categoria d'actriu revelació en lesMedalles del Cercle d'Escriptors Cinematogràfics de 2021.

## Filmografia
- Libertad (2021)

## Nominacions
| Any  | Pel·lícula | Premi                                            | Categoria               | Resultat |
| ---- | ---------- | ------------------------------------------------ | ----------------------- | -------- |
| 2021 | Libertad   | Medalles del Cercle d'Escriptors Cinematogràfics | Actriu revelació        | Nominada |
| 2021 | Libertad   | Premis Goya                                      | Millor actriu revelació | Nominada |